# 亜桜ゆぅき
亜桜ゆぅきは、静岡県浜松市を中心に活動するシンガーソングライター。

## 活動経歴
- Vo.亜桜ゆぅきとGt.MMKの二人でアコギユニットStrawberry Shakersを結成
- MMK脱退により、いくろんをGtとして迎え、Strawberry Shakersの活動を継続
- 亜桜ゆぅきソロ活動開始。アイドル路線のパフォーマーソングライターを名乗る
- 亜桜ゆぅきワンマンライブ・自主制作CDリリース・モデルなどタレント活動の幅を広げる
- 「全国あいどるmap」にて、静岡のご当地アイドルとして掲載される

## 活動内容
静岡県浜松市を中心に活動中。亜桜ゆぅき作詞作曲の音源完全自主製作のオリジナル楽曲の他、アニメ・特撮・アイドルのコピーも歌う。時には楽器を持つこともあるとかないとか。歌うだけでも、作るだけでも、踊るだけでも無い…、作って歌って踊ってのアイドル系パフォーマーソングライター。
どんな場所でも空気を読まず暴れまくり、嵐のように去っていくライブが特徴。ソロ活動以外にもアコースティックユニット、ボーカルユニットなど多彩に活動。ライブ以外にも、イベントMCや撮影会モデルとしても活動。

### Strawberry Shakers
亜桜ゆぅき全曲作詞作曲によるオリジナル曲で、浜松市内でライブ活動を行うアコギポップユニット
メンバー
- 亜桜ゆぅき：ボーカル。作詞作曲担当。
- いくろん：ギター。コーラス担当。
- ボンゴ：カホン。IT担当。

### 茶畑クロワッサン(お茶クロ)
亜桜ゆぅきがプロデューサー兼リーダーを務める、全力茶番系アイドルユニット。
"茶畑クローバーTEA"としての下積み期間を経て、"茶畑クロワッサン"として静岡公認を目指す静岡非公認アイドルでしたが、メンバーのスケジュールが全く合わずなくなくアイドルユニットとして活動休止。
現在は仲良しサークルとして超不定期にごく稀にライヴをしたりするかも？
メンバー
- 亜桜ゆぅき（うーたん）：リーダー・赤・クルミパン
- 鈴風夕香☆ゆかりん：子犬・黄・ベーグル
- ゆーみん：紫・カツサンド

### 桜薔薇-Cherry Rose-
クールでサディスティックなライブが魅力のボーカルユニット。
アニソン・ボカロを中心にひたすらかっこいい打ち死に必至の楽曲をパフォーマンス。
オリジナル曲「仮初の華」。
メンバー
- 亜桜ゆぅき（桜）
- くさかべゆま（薔薇）

## 作品

### 1stマキシシングル 『What Time Please!』 （2011.02.26 ¥500）※廃盤
1. Please me!
2. What-If
3. Time will...

### 2ndマキシシングル『Sweet Metal Lack』 （2011.09.25 ¥500）
1. Sweet Metal Lack(Instrumental)
2. Stock My Letters
3. ミライへ
4. アリガトッ！

### 3rdマキシシングル『From Fiction To...』 （2012.10.06 ¥500）
1. Spectra(Instrumental)
2. Fiction & Reality
3. サクラウンド
4. トラウマティック・メリー・ゴー・ラウンド

### 4thマキシシングル『Clash of Tones』 （2013.04.26 価格500円）
1. Walk through The Mirage(Instrumental)
2. Phantom Clash
3. wish on nothing
4. ニセモノプリンセス

### 5thマキシシングル『Break MY Dark』 （2015.11.13 価格1000円）
1. Break MY Dark(Instrumental)
2. トワイライトメロディ
3. winter hand
4. COMPLEX MIND

### 6thマキシシングル『BLOSSOM OUT』 （2017.05.19 価格2000円）
1. BLOSSOM OUT(Instrumental)
2. 花散詩
3. What a piece of cake!
4. 妄想炸裂デコレーション
5. チラリゼーション
6. Bang Bang Smile

### 7thマキシシングル『F.O.R.』 （2018.5.11 価格2,000円)）
1. Fake or Real (Instrumental)
2. Change My Life
3. A Sweet Dream Maker
4. カラフル☆フルーツ
5. どっちも -Another-
6. アリガトッ！ -Re:-

## 出演

### イベント・ライブ出演
- 主催イベント『じょしどるっ！』Live House 浜松窓枠　奇数月第2金曜日

### ネット配信
- ニコニコ生放送『浜松ミュージックチャンネル[1]』（2014年10月〜2017年7月）水曜日MC

### 書籍
- 全国あいどるmap 2013-2014（エンターブレイン、2013年7月19日）
- Good Rocks! Special Book TOKAI IDOL FILE(シンコーミュージック、2015年5月13日)
- 日本全国アイドル名鑑 2015-2016年度版（廣済堂出版、2016年3月31日）
- Good Rocks! Special Book TOKAI IDOL FILE(シンコーミュージック、2016年6月10日)